# Itaembé Guazú
Itaembé Guazú es uno de los barrios de la ciudad argentina de Posadas, en la provincia de Misiones. Está ubicado sobre la antigua Ruta Nacional 12, al oeste del ejido urbano del Gran Posadas, aunque sin continuación edilicia con esta última ya que lo separan los predios del Aeropuerto Internacional Libertador General San Martín, el Centro Provincial de Alto Rendimiento Deportivo (CePARD) y el Parque de la Ciudad. La superficie total del barrio será de unos 7,4 km² (740 hectáreas), resultando ser el complejo habitacional planificado en ejecución más grande del país, contando con casi unas 12 000 viviendas.
La construcción se inició en el año 2012, previéndose su culminación junto con la de otras infraestructuras complementarias en los próximos años. En el último trimestre de 2015 se entregaron las primeras 400 casas, correspondientes a la primera de 3 etapas del barrio.
En diciembre de 2016 se entregaron otras 452 casas, correspondientes todavía a la primera etapa igualmente inconclusa.
En 2018 se empezaron a entregar muchas más casa de la parte de la segunda y tercera entrega con 4000 familias
En 2019 se empezaron a entregar la mayoría de las casas que son parte de la entrega cuarta, quinta, sexta, séptima, octava novena, décima, décima primera y décima segunda entrega más el anexo del barrio Pueblo chico.
En 2020 se terminó de entregar las casas de los relocalizados de las villas de la ciudad de Posadas y Garupá que se anexo al barrio Itaembé Guazú. Los relocalizados fueron ubicados en una región apartada cerca del B° Cruz del sur, también del Parque Industrial Posadas, se lo conoce como B° 508 viviendas.
También se terminó de entregar la etapa central, comercial y escolar del barrio.
Durante la Pandemia de este año se terminó la entrega 13, 14, 15, 16 y 17; La entrega 17 se realizó en el mes de mayo del 2020